# The Texas Chainsaw Massacre 2
The Texas Chainsaw Massacre 2 (titulada: La matanza de Texas 2 en España y La masacre de Texas 2 en Hispanoamérica) es una película de terror y comedia negra de 1986 dirigida por Tobe Hooper. Es la secuela de la cinta The Texas Chain Saw Massacre de 1974. Fue protagonizada por Dennis Hopper, Caroline Williams, Jim Siedow, Bill Moseley y Bill Johnson. Los efectos especiales estuvieron a cargo de Tom Savini. Durante su estreno recaudó 8 millones de dólares en Estados Unidos y, a pesar de que obtuvo críticas negativas, se convirtió en una película de culto.

## Argumento
La historia toma lugar trece años después de los incidentes de la primera película. Dos jóvenes recorren las carreteras de Texas divirtiéndose. Llaman a una radio local para molestar a la conductora, Vanita "Stretch" Brock (Caroline Williams). Vuelven a llamar, pero esta vez Stretch no escucha las bromas de los jóvenes, solamente sus gritos y el ruido de una motosierra. Al día siguiente, la policía descubre que fueron atacados por el mismo asesino que mató a los amigos de Sally Hardesty, protagonista de la primera película. El general Lefty Enright (Dennis Hopper), tío de Sally, decide buscar a la familia de caníbales para vengarse. 
Lefty descubre que Stretch había grabado al asesinato de los jóvenes, y le pide a la joven que ponga la grabación en la radio esa noche para que los asesinos se asusten. Pero Leatherface (Bill Johnson), junto a su hermano Chop-Top (Bill Moseley) -gemelo de Nubbin-, van a la radio para matar a quien transmitió eso. Para sorpresa de Stretch, Leatherface no le hace daño. Stretch sigue a Leatherface y a su hermano, quienes raptaron a su compañero de trabajo, pero cae en una trampa y llega a la guarida de la familia. Lefty también llega a la guarida, listo para enfrentarse a Leatherface y su familia. Lefty hiere a Leatherface en el estómago, y este junto a Drayton Sawyer (Jim Siedow) muere con la explosión de una granada. Finalmente Stretch consigue escapar y hiere con una motosierra a Chop Top.

## Reparto
| Actor                | Personaje                    |
| -------------------- | ---------------------------- |
| Dennis Hopper        | Texas Ranger "Lefty" Enright |
| Caroline Williams    | Vanita "Stretch" Brock       |
| Jim Siedow           | Drayton Sawyer / Cook        |
| Bill Moseley         | Chop Top                     |
| Lou Perry            | L.G. McPeters                |
| Bill Johnson         | Bubba Sawyer / Leatherface   |
| Barry Kinyon         | Buzz                         |
| Christopher Douridas | Rick                         |
| Kinky Friedman       | Periodista deportivo         |

## Producción
Tobe Hooper, quien había dirigido la primera película, iba a ser solo el productor de la segunda parte. Sin embargo, al no encontrar un director para la película, finalmente fue él quien asumió la tarea de dirigirla. Uno de los aspectos que quiso desarrollar al momento de hacer la cinta fue la comedia.
Hooper le ofreció a Gunnar Hansen volver a interpretar a Leatherface en esta cinta, pero el actor no aceptó.

## Controversia
La película fue prohibida en varios países. En Australia, la cinta fue prohibida debido a su violencia, y solo veinte años después, con el lanzamiento del DVD, fue admitida con una clasificación R. En el Reino Unido, la BBFC le informó a Cannon (el distribuidor) que debían ser cortados al menos 20 o 25 minutos de la cinta, ante lo cual la compañía canceló su estreno en aquel país. La versión sin cortes fue admitida el año 2001, siendo clasificada para mayores de 18 años. La película fue también prohibida en Suecia, Singapur y Noruega.

## Recepción
La respuesta por parte de la crítica cinematográfica fue mixta a negativa, obteniendo solamente un 45% de comentarios "frescos" en el sitio web Rotten Tomatoes. Roger Ebert, del periódico estadounidense Chicago Sun-Times, sostuvo que la segunda parte «tiene mucha sangre y destripamientos, sin duda alguna, pero no tiene el terror de la original, ni el deseo de ser tomada en serio. Es un espectáculo de chiflados». Por su parte, Walter Goodman de The New York Times escribió: «No importa la manera en que Chainsaw 2 fue montada, seguirá siendo solo otra película de explotación para los fanáticos que disfrutan viendo cuchillas cortando carne y las entrañas saliendo». Según la revista británica Empire, «a pesar de los divertidos momentos de Jim Siedow como el carnicero psicópata, y el creativo gore de Tom Savini, este es un desastre vergonzoso».

## DVD
El 2000 salió un DVD de la película hecho por MGM, contenía 1 disco. A mediados del año 2006, fue sacado un segundo DVD por MGM, contenía dos comentarios, escenas borradas, documental (It Runs in the Family), galerías y un tráiler de la película.

## Premios
| Año  | Premio                     | Categoría      | Nominado/s        | Resultado |
| ---- | -------------------------- | -------------- | ----------------- | --------- |
| 1989 | Fantasporto                | Mejor película | Tobe Hooper       | Nominado  |
| 1986 | Festival de Cine de Sitges | Mejor actriz   | Caroline Williams | Ganadora  |

## Curiosidades
- El afiche de la película donde aparecen los miembros de la familia es una parodia de The Breakfast Club (1985).
- Jim Siedow es el único actor que participó en la cinta de 1974.